# 布羅迪克
布羅迪克（英語：Brodick）是英國蘇格蘭阿倫島上的一個城鎮，也是阿倫島上的主要的居民點。據2001年英國人口普查，布羅迪克有人口621人。布羅迪克主要的觀光景點有布羅迪克城堡。